# Rzeźbiarstwo cyfrowe

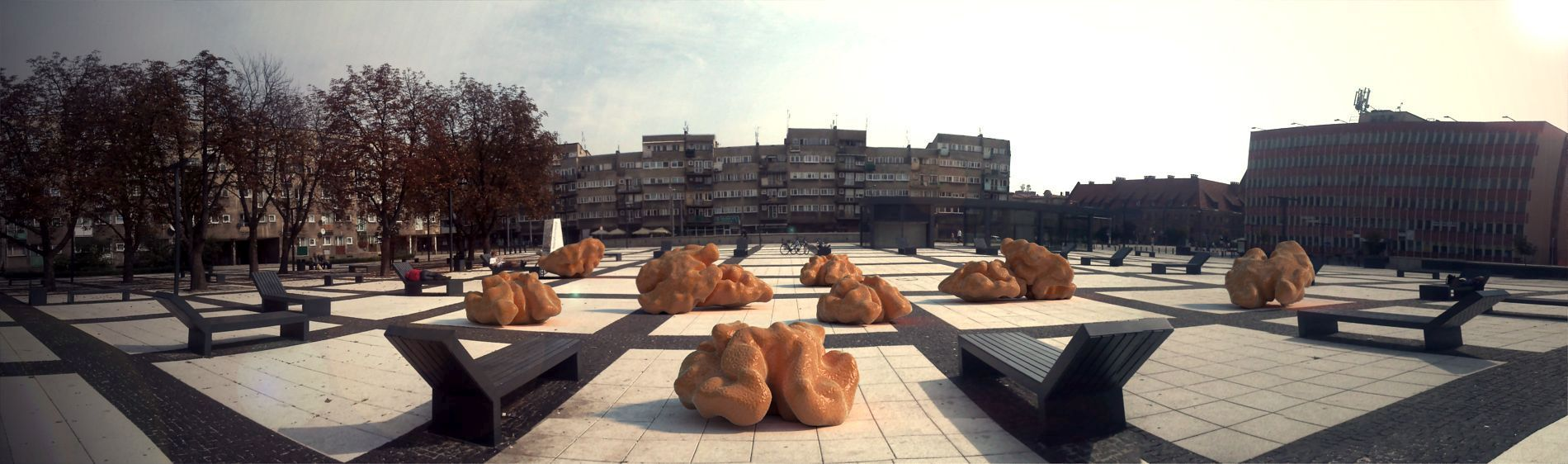
Jakub Ziółkowski, Pomarańczowy orzech Wrocław 2014 r.

Rzeźbiarstwo cyfrowe (ang. digital sculpting) – dziedzina działań twórczych, której środowiskiem jest przestrzeń cyfrowa.

## Sposoby rzeźbienia
Obiektem w niej może się stać dowolna forma złożona z punktów zapisanych, określonych w środowisku cyfrowym. Punkty te łączą się w odcinki i płaszczyzny, złożone siatki tworzące obiekt lub grupy obiektów. Naszym materiałem rzeźbiarskim jest ich zbiór z możliwością określenia wielu właściwości fizycznych. W zależności od użytych narządzi i metod w dowolny sposób możemy oddziaływać na każdy element składowy obiektów i przestrzeni go otaczającej. Dostępne dziś programy pozwalają na uzyskanie geometrii naszych przedmiotów przez połączenie powierzchni siatką wielokątów, którymi możemy obracać rozciągać i przesuwać w trzech osiach określających przestrzeń. Takie operowanie siatką daje swobodę przyporządkowania gęstości na różnych częściach w obrębie jednego obiektu. Niektóre programy umożliwiają prace na różnych poziomach szczegółowości. Modyfikacja siatki jednocześnie zmienia każdy z poziomów.Inny sposób budowania obiektu polega na dodawaniu lub odejmowaniu masy. Metoda w znaczny sposób odwzorowuje uwarunkowania naturalnego rzeźbiarstwa, np. lepienie w glinie. Modelowanie woksela (objętościowe) pozwala na olbrzymią swobodę w kreowaniu topologii obiektu. Woksel jest to najmierniejszy element objętości reprezentowany jako obiekt w przestrzeni 3D (nazywany inaczej rastrem przestrzennym). Niewątpliwą zaletą jest możliwość przypisania jednostce masy właściwości. Modelowanie na poziomie atrybutów pozwala wyodrębnić w obrębie obiektu tkanki z ich gęstością. Do kontroli bardzo złożonych struktur powiązanych elementów możemy użyć koncepcje hierarchii. Elementy składowe mogą być łączone w grupy obiektów.

## Narzędzia
Gama narzędzi komunikujących artystę z przestrzenią 3D jest bardzo szeroka i dobór jej jest często wynikiem indywidualnych zapotrzebowań autora, zaczynając od myszy przez tablety do touchpadów. W dalszej kolejności w skład tych narzędzi należało by dodać całą technologie cyfrowej obróbki i powstawania obiektów (skanery 3D, drukarki 3D, maszyny cnc). Technika w tym zakresie umożliwia nie tylko wywołanie ruchu narzędzia, ale również siłę nacisku czy kąt pochylenia. Wachlarz ten jest stale powiększany o nowsze bardziej praktyczne wykorzystanie technologii do odwzorowania ludzkich zachowań pracy z modelem. W zależności od wykorzystania rzeźbiarstwa cyfrowego w dalszej drodze ekspozycji obiektów możemy w pełni kontrolować i modyfikować ten proces przez dobór odpowiednich technik.

## Zastosowanie
Obiekty te mogą mieć zastosowanie w wielu projektach, których to odbiorca poddaje się oddziaływaniu form przestrzennych (rzeźbiarskich), przez każdego rodzaju dziś dostępne medium. (gry, film, reklama, architektura, formy użytkowe, każdego rodzaju działanie na wrażliwość artystyczną przy pomocy środków technologii cyfrowych) W zależności od zastosowania modele mogą przyjmować wysoko lub nisko poligonalną formę.

## Artyści
Rzeźbiarstwo cyfrowe jako dziedzina działań twórczych w Polsce i na świecie jest młodym zjawiskiem. Technologie cyfrowe szeroko stosowane w innych dziedzinach z mozołem akceptuje polskie środowisko artystyczno-akademickie. Pierwsze próby podjęcia tematu badań nad określeniem ram i kompetencji takich działań zostały podjęte przez pioniera nieformalnej dziedziny sztuk plastycznych mgr Jakuba Ziółkowskiego we wrocławskiej Akademii Sztuk Pięknych 2014 r. Kolejnym sztandarowym przedstawicielem jest Scott Eaton  tworzący w Londynie. Również  prace Adama Martinakisa, czy Normana  Hobermana  wpisują  się w kanon rzeźbiarstwa cyfrowego.

## Programy
Przykłady szeroko stosowanych programów rzeźbiarskich:
- CB model pro
- 3D-Coat
- Mudbox
- Sculptris
- ZBrush
- Cinema 4D

- SharpConstruct

Tradycyjne programy do modelowania 3D, które proponują również techniki rzeźbiarskie:
| - Softimage XSI - Blender - 3ds Max - ArtOfIllusion - Bryce - Cinema 4D - Form-Z - Houdini - LightWave 3D | - Maya - MODO - Poser - Silo - Rhinoceros 3D - SketchUp - Strata 3D - TrueSpace |